# Gedenkstätte zur Deportation der Juden aus Frankreich
Das Mémorial de la Déportation des Juifs de France (hebräisch יָד לְגֵרוּשׁ יְהוּדֵי צָרְפַת Yad le-Gerūš Yəhūdey Tsarfat, deutsch ‚Mahnmal zur Deportation der Juden Frankreichs‘) ist eine Gedenkstätte in Israel zur Erinnerung an die Deportation der Juden aus Frankreich während der Zeit des Nationalsozialismus. 

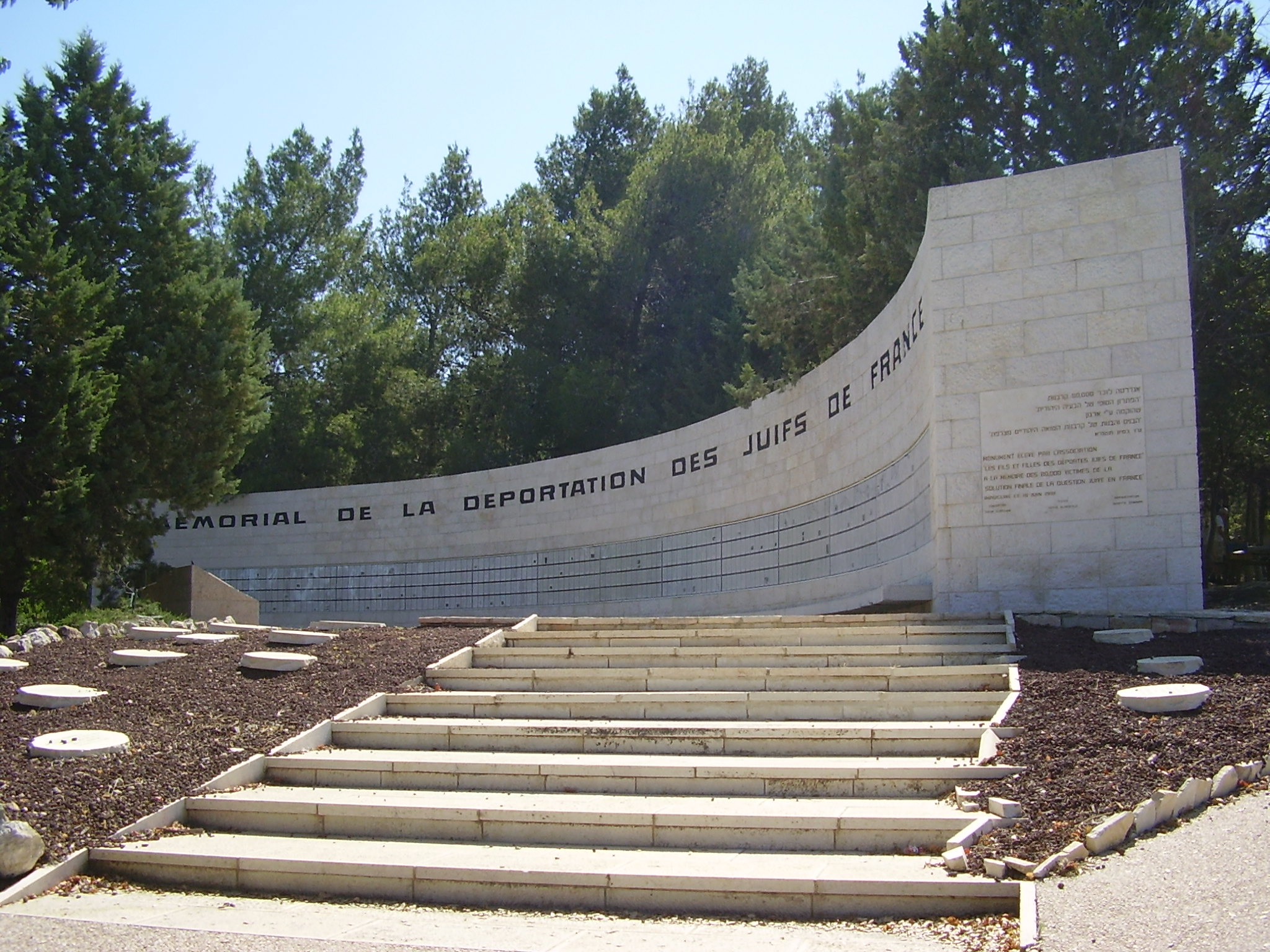
Die Gedenkstätte nahe Neve Michaels

Die Gedenkstätte liegt in einem Pinienwald bei Bet Schemesch in der Nähe des Moschaw Neve Michael im Elah-Tal, das hier zum Gebietsrat Mateh Jehuda gehört. Die Stätte wurde auf Initiative der Association des Fils et Filles des Déportés Juifs de France (Vereinigung der Söhne und Töchter aus Frankreich deportierter Juden) unter Vorsitz des Ehepaars Beate Klarsfeld und Serge Klarsfeld errichtet und am 18. Juni 1981 eröffnet. Das Konzept wurde von Simon Guerchon entwickelt. Das Mahnmal misst 100 Meter in der Länge und 13 Meter in der Höhe. Auf dem Denkmal werden auf Glasfaserplatten alle Seiten des 1978 von Serge und Beate Klarsfeld herausgegebenen gleichnamigen Buches Mémorial de la Déportation des Juifs de France wiedergegeben, das die Deportations-Konvois mit Vor- und Zunamen, Geburtsdatum und Geburtsort der Deportierten enthält. Der Kiefernwald um das Mahnmal mit 80.000 Bäumen zur Erinnerung an die 80.000 deportierten Juden aus Frankreich wurde vom Jüdischen Nationalfonds gepflanzt.
Jährlich finden am Denkmal zwei Feiern statt: Am Jom haScho’a, dem Tag der Erinnerung an die Shoah (27. Nisan, April/Mai), an dem sich die Mitglieder der UNIFAN (Union der Einwanderer aus Frankreich, Nordafrika und der Frankophonie, הִתְאַחְדוּת עוֹלֵי צָרְפַת, צְפוֹן אַפְרִיקָה וְדוֹבְרֵי צָרְפָתִית Hit'aẖdūt ‘Ōley Tsarfat, Tsfōn Afrīqah, wə-Dōvrey Tsarfatīt) treffen, um (in Anwesenheit einer Delegation der französischen Botschaft) im Anschluss an eine Arbeitstagung in Yad Vashem eine Gedenkveranstaltung abzuhalten. Am 16. Juli (Jahrestag der Razzia im Velodrom-Vélodrome d’Hiver in Paris), ehren die Mitglieder des Vereins Aloumim (עֲלוּמִים, Verband der israelischen Kinder, die sich in Frankreich während der Shoa versteckten) ihre Angehörigen an dem Mahnmal.